# Самоубийства в Швеции
Несмотря на образ северной страны, где из-за сурового климата люди бывают склонны к суициду, Швеция занимает лишь 51 место в общем списке стран с наибольшим количеством самоубийств (11,7 случаев на 100 тысяч человек населения). Это число постепенно снижается благодаря комплексным мерам по профилактике суицидов, предпринимаемым на национальном уровне. С 2008 года в Швеции действует Национальная программа по профилактике суицидов, цель которой свести количество самоубийств к нулю.

## Статистика
По данным Всемирной организации здравоохранения в 2016 году в Швеции происходило 11,7 самоубийств на 100 тысяч человек населения (в 2010 — 12,2).
По данным Национального центра по исследованию самоубийств (NASP) в 2018 году в Швеции было совершено 1574 суицида, что составляет 18,7 случаев на 100 тысяч человек (в 2017 году — 1544, 18,6 случаев на 100 тысяч человек). Из них 492 самоубийства совершили женщины, а 1082 — мужчины. Самая многочисленная возрастная группа — 45-64 года (524 случаев), за ней следуют молодые люди 25-44 года (488 случаев).
Характерно, что, несмотря на рост населения, количество самоубийств со временем постепенно падает даже в абсолютных показателях. Так, в 2015 году было 1554 случая, в 2013 году — 1600, а в 1980 году — 2237.
В 2018 году самые высокие показатели самоубийств были в лэнах Седерманланд (22,52 случая на 100 тысяч), Кальмар (22,56), Вестманланд (24,91), Готланд (34,12). Самые низкие — в лэнах Сконе (15,89), Эстергетланд (16,34). В столичном лэне Стокгольм — 18,72 случаев на 100 тысяч.
В 2016 году было зафиксировано 7774 случаев попыток суицида (или 95 случаев на 100 тысяч человек): мужчины — 78,1 попытки на 100 тысяч, женщины — 111,8. Этот показатель также имеет тенденцию к снижению. Так, в 1987 году были зарегистрированы 8616 попытки суицида или 124 случая на 100 тысяч человек, в 2018 году - 87,2 попытки на 100 тысяч.

### Сравнение с другими странами
Согласно статистике ВОЗ в 2016 году Швеция по уровню самоубийств занимала 51 место из 183 стран мира (11,7 случаев на 100 тысяч человек).
Во многих высокоразвитых странах уровень суицидов намного выше. Например, в Южной Корее — 20,2 случая на 100 тысяч человек; Бельгии — 15,7; Японии — 14,3; Финляндии — 13,8; США — 13,7; Исландии — 13,3; Польше — 13,4; Франции — 12,1. Постсоветские страны также преимущественно опережают Швецию. Так, в 2016 году в России были зафиксированы 26,5 случаев на 100 тысяч человек; Литве — 25,7; Казахстане — 22,8; Беларуси — 21,4; Украине — 18,5, Эстонии — 14,4.

## Государственная политика
1864 • В Швеции самоубийства перестают быть вне закона.
1908 • Шведская церковь отменяет правило, по которому самоубийц хоронили без звона колоколов и лишь на отдалённых участках кладбища.
1931 • Основана Шведская ассоциация психического здоровья.
1984 • Швеция присоединились к программе ВОЗ «Здоровье для всех» (Health For All), одной из задач которой было переломить тенденцию роста самоубийств и их попыток. Самоубийства начинают рассматриваться не как частные случаи, а как проблема, которой должна заниматься система здравоохранения.
1993 • Учрежден Национальный центр по исследованию и профилактике самоубийств (NASP).
1995 • Представлена первая в Швеции национальная программа по профилактике суицидов.
2008 • Риксдаг утверждает национальную программу, целью которой является снижение количества самоубийств до нуля.

## Профилактика

### Национальная программа по профилактике суицидов
В Швеции с 2008 года действует Национальная программа по профилактике суицидов (Nationellt program för suicidprevention i Sverige). Она гласит: «Никто не должен оказываться в ситуации, в которой им кажется, что единственный выход — это самоубийство. Цель правительства — никто не должен прибегать к самоубийству».
В программу входят следующие стратегии:
- Улучшение качества жизни неблагополучных групп населения;
- Уменьшение употребления алкоголя вообще и в группах повышенного риска в частности;
- Ограничение доступности наиболее смертельных способов самоубийств;
- Отношение к суицидам как к психологической проблеме;
- Расширение охвата медицинской, психологической и психосоциальной помощи;
- Распространение информации о научно-обоснованной практике уменьшения суицидов;
- Повышение уровня осведомлённости среди персонала медицинских и других учреждений о лицах, склонных к суицидам;
- Поддержка профильных неправительственных организаций и пр.[9]

### Национальный центр по исследованию и профилактике самоубийств (NASP)
Действующий при Каролинском институте Национальный центр по исследованию и профилактике самоубийств (NASP) уже 25 лет занимается изучением и разработкой методов профилактики этого явления. В NASP уверены, что самоубийство — это результат сложных взаимосвязей между генетическими, индивидуальными и социальными факторами, поэтому рассматривают эту проблему в рамках междисциплинарных исследований. Для профилактики суицидов NASP берет на вооружение генетику, психиатрию, эпидемиологию и т. д.
На сайте NASP также размещены номера телефонов доверия, горячих линий, а также рекомендации для полицейских, пожарных, журналистов, учителей, врачей и т. д.

### В школах
В Швеции действуют несколько программ по предотвращению суицидов среди детей и молодежи. Среди них Good Behavior Game (в шведском варианте — Höjaspelet) — дословно "Игра «Хорошое поведение». Эта игра рассчитана на младших школьников. Ее цель — не столько предупредить причинение себе вреда, сколько поощрить хорошее поведение и позитивные отношение между учениками и учителями. Еще одна программа — Youth Aware of Mental Health (YAM) (досл. «Молодежь знает о психическом здоровье») рассчитана на старших школьников (14-16 лет). Это несколько часов интерактивных упражнений, направленных на развитие эмоционального интеллекта, способностей решать проблемы, поддерживать свое психическое здоровье, помогать себе и другим в сложные моменты. Эта программа непосредственно разработана для того, чтобы бороться с самоубийствами.

### В медучреждениях
Также в Швеции есть учебные программы по оказанию неотложной психиатрической помощи (Psykisk livräddning). Такие курсы обучают специалистов и широкую аудиторию помогать человеку преодолеть психический кризис.
Медики получают инструкции, на что обращать внимание и как действовать, если им кажется, что их пациент задумался о самоубийстве.

### Рекомендации для СМИ
В своих рекомендациях журналистам по поводу освещения в СМИ темы самоубийств NASP и общественные организации основываются на материалах ВОЗ. Основная цель — новости о суициде не должны подтолкнуть других людей совершить подобное. Для этого журналистам рекомендуют не сообщать подробности о способе и месте самоубийства, не показывать фото самоубийцы, воздержаться от сенсационных заголовков, никоим образом не оправдывать и не представлять самоубийство нормой — так, чтобы люди, переживающие душевный кризис, не смогли провести параллель между собой и самоубийцей и не последовали его примеру. Наоборот, журналистам советуют сосредоточиться на чувствах и горе людей из окружения самоубийцы. Работников СМИ призывают больше писать о психическом здоровье, о том, как бороться со стрессом и суицидальными мыслями, сообщать, куда можно обратиться за помощью.

### Организации, которые борются с суицидами
Suicide Zero основана в 2013 году. Её цель — радикально сократить количество самоубийств, путём просветительской деятельности среди различных групп населения — журналистов, политиков, педагогов, медиков и т. д.
Mind основана в 1931 году под предводительством профессора психиатрии Каролинского института Виктора Вигерта (до 2013 года — Шведская ассоциация психического здоровья (Svenska föreningen för psykisk hälsa). Она развивает взаимодействие медицины и психиатрии, борется с табуированностью темы психического здоровья. В 2015 году открыли первый в Швеции круглосуточный телефон доверия для предотвращения самоубийств.
Bris занимается защитой прав детей и молодёжи. У них есть горячая линия для детей, а также для взрослых, которые хотят поговорить о своих подопечных детях.
SPES — организация, которая не только занимается профилактикой суицидов среди взрослых и молодёжи, но и оказывает поддержку людям, чьи близкие покончили с собой.

## Миф о самоубийствах в Швеции
В 1960 году тогдашний президент США Дуайт Эйзенхауэр в своей речи раскритиковал шведскую социальную политику, утверждая, что чрезмерные траты на социальную сферу порождают «грех, обнаженку, пьянство и самоубийства». Эти слова утвердили миф о вечно подавленных и склонных к самоубийствам шведах, который до сих пор присутствует в постсоветском медийном пространстве.
Якобы повышенный уровень самоубийств (что не соответствует действительности) любят объяснять холодным климатом, длинными тёмными ночами и т. д. Происхождение этого мифа отчасти объясняется тем, что Швеция была первой страной, которая стала вести достоверную статистику самоубийств, в отличие от более религиозных стран, где суициды всячески скрывались и не обсуждались.
Современные исследователи утверждают, что Швеция не выделяется среди других стран по уровню депрессии у населения.

## Знаменитые самоубийцы Швеции
Одной из самых известных жертв суицида в Швеции является поэт Харри Эдмунд Мартинсон, получивший в 1974 году Нобелевскую премию в области литературы. Кроме этого, он неоднократно становился лауреатом шведских премий. В последние годы своей жизни он достаточно часто подвергался критике. Возможно, именно поэтому 11 февраля 1978 года он совершил самоубийство в одной из больниц Стокгольма. При этом метод был выбран действительно экстремальный — поэт совершил харакири обычными ножницами.
Еще одним известным шведским самоубийцей является Вильгельм Муберг — писатель и журналист. Он стал знаменит благодаря циклу романов «Эмигранты». Несмотря на то, что его карьера была достаточно успешной, в конце своей жизни он стал жертвой депрессии и творческого кризиса. В 1973 году писатель утопился в озере неподалеку от собственного дома.
Писатель Стиг Дагерман также пользовался большим успехом при жизни. Пик его творчества пришелся на 40-е годы прошлого столетия. Впоследствии многие его произведения были переведены в других странах и стали основой для художественных фильмов. Однако, жизнь писателя закончилась трагично: у него была диагностирована шизофрения. В 1954 году — в возрасте 31-го года — Стиг Дагерман покончил жизнь самоубийством, отравившись выхлопными газами.
Поэт и переводчик Яльмар Гулльберг под конец жизни страдал от миастении, иногда не мог обходиться без респиратора. Мучаясь от неизлечимой болезни, в 1961 году он решил утопиться в озере Иддинген возле городка Гольмея. Примечательно, что одно из его стихотворений «Мертвая амазонка» (1942) рассказывает о шведской писательнице Карин Бойе, которая в 1941 году покончила с собой, приняв большую дозу снотворного.
Популярный диджей и музыкальный продюсер Авичи (Тим Берлинг) скончался 20 апреля 2018 года в Маскате. Спустя неделю, семья Берлинга сообщила, что причиной смерти артиста стало самоубийство на фоне душевного неспокойствия.

## Самоубийства в шведском кино
«Девушка и гиацинты» (1960, реж. Хассе Экман). Дагмар Бринк, молодая одинокая женщина, совершает самоубийство, в предсмертной записке оставляя все свое имущество соседям — писателю Андерсу Викнеру и его жене. Полиция закрывает дело в виду отсутствия состава преступления, но неожиданный наследник погибшей решает выяснить — что же заставило несчастную решиться на такой отчаянный шаг. Репродукция картины художника Элиаса Кёрнера «Девушка с гиацинтами», на которой он узнает Дагмар, позволяет ему сделать первый шаг на пути к раскрытию тайны.
«Причастие» (1962, реж. Ингмар Бергман). Рыбак Йонас Перссон, отец двоих детей и супруг беременной жены, впадает в депрессию, узнав из газет, что Китай почти преуспел в создании атомной бомбы, а значит, мировая война неизбежна. Вопреки увещеваниям священника, он кончает жизнь самоубийством.
«Эльвира Мадиган» (1967, реж. Бу Видерберг) — история о запретной любви циркачки Эльвиры Мадиган и молодого аристократа Сикстене Спарре. Когда иллюзии разбиваются о безденежье и давление родственников, пара решает, что выход лишь один — самоубийство.
«Вторая жизнь Уве» (2015, реж. Ханнес Хольм). Ворчливый старик Уве Линдаль решает свести счеты с жизнью после того, как умерла его жена. Но из петли его постоянно «достают» мелкие житейские происшествия.